# エルトフェットル
エルトフェットル（氷語：Eldfell）は、アイスランドのヘイマエイ島にある標高200メートルの火山である。エルドフェトルとも表記する。
この山は1973年1月23日に始まった噴火によってできた。開始前、ヘイマエイ島の島民たちは何の前兆も感じることはなかった。この名前、エルトはアイスランド語で「火」、フェットルは「山」もしくは「丘」を意味する。続けて「火の山」が日本語における意訳であろうか。
火山噴火はこの島に重大な危機をもたらし、ほとんどもう少しで島民が永久に全島避難するという結果になるところだった。火山灰が島内全域に降り注ぎ、重みで400軒の家屋を倒壊させてしまった。また、溶岩流が港をもう少しでふさぎそうになるところまで迫ってきていた。この島の主要な収入源は、島民が保有する漁船団によって得られる漁獲高に占められている。港口を埋めつくさんばかりに前進する溶岩流に、ポンプで汲み上げた海水をその上にかけて冷却するという作戦が決行された。海水によって溶岩は冷えて固まり、作戦は成功した。
本作戦は港の喪失を防げたという点で大成功をおさめた。
噴火がおさまってから、島民たちはゆっくり冷えていく溶岩流の熱を熱湯を沸かして暖房したり、熱で電気を起こしたりするのに利用した。彼らは、広大な土地に降り積もったテフラをも利用した。テフラとは、火山灰などの空から降下する火山性の物質である。彼らは、テフラを島内にある小さな飛行場の滑走路を延伸するための盛り土の材料にしたり、港の一部を埋め立てて埠頭を新設する材料にしたりと、多方面に使ったのである。こうした復興活動により、200軒の家が新築された。

## 背景
アイスランドはこの国自体が大西洋中央海嶺にまたがった位置に存在しているため、火山活動が活発な地域である。海嶺では北アメリカプレートとユーラシアプレートが地下から湧き出し、お互いに離ればなれの方向に移動していく。さらに加えて、アイスランドは火山活動を非常に強大にするアイスランド・ホットスポットの真上に位置している。アイスランドでの火山噴火によって、有史以来に世界中で噴出した全部の玄武岩質溶岩のうち、約三分の一がアイスランドの地表に噴出したもので占められるのではないかと推定されている。
ヴェストマン諸島はアイスランド島の南岸にあり、完新世の噴火で形成されたいくつかの小島から成り立っている。ヘイマエイ島はその中で最大の島であり、諸島内で唯一アイスランド人が居住する島であり、島を構成する物質の中には他の島と同様に少数だが、更新世に噴出した火山岩を含んでいる。1973年噴火前、島の中で一番高い場所といえばヘルガフェル山であった。227メートルの高さがあり、5000年前の噴火でできた火山砕屑丘である。
ヴェストマン列島は、西暦874年頃にヒトが定住し始めた。最初はスカンディナヴィア本土にいたノース人（ヴァイキング）に服属していたが脱走したアイルランド人の奴隷たちが定着した。これらの移住者たちは、住処とした島に自分たちの名前をつけた。スカンジナビアから見て、アイルランドは西にあたるので、彼らは西の人々ということになる。それゆえ、「西から来た人々が住まう島々」という意味を込めてヴェストマン諸島という名前にしたのである。その歴史の大半において、島民は乏しい水源と海賊に悩ませられてきたとはいえ、アイスランド南海岸にある数少ない良港のうちの一つが存在するヘイマエイは、今日においてアイスランドにおける漁業・水産加工業の最重要拠点となり、高い漁獲収入により港は大賑わいをみせるまでになっている。
ヒトが定住して以来、1963年に噴火が起こるまでは、ヴェストマン諸島において噴火の発生が知られたことは一度たりとしてなかった。1963年から始まった4年間にわたる海底噴火の末に、列島の新メンバーであるスルツェイ島が、ヘイマエイの南西20キロメートルの沖合に誕生した。しかしながら、海底噴火は1637年と1896年にも起こっていたかもしれない。火山学者は、アイスランドを南北に縦断するリフトが南方に伝播するためにウェストマン諸島での火山活動が活発化しているのかもしれないと推測している。

## 噴火の始まり
1973年1月21日の20:00頃のことであった。一連の小さな地震がヘイマエイ島周辺で発生しだした。島民には小さすぎて地震動を体感することができなかったが、ヘイマエイ島から60キロメートル離れたアイスランド本土の近くに設置された地震計は、1月22日の午前1時から午前3時の間に100回以上の大きな火山性微動を記録していた。それらはヘイマエイ島の南側で発生しているように見えた。その日のうちに、地震は次第に回数を減らしながら午前11頃まで発生が続いた。一時的にではあるにせよ、地震が止んでいたように見えたのはその日の夜、午後11時頃までだった。22日の深夜11時頃から日付変更を挟んで23日の午前1時34分まで、7回の地震が観測された。一回発生するごとに震源の深度は浅くなり続け、回数を増すごとに強烈になっていった。その間も震央はヴェストマン諸島の居住地区方向に移動し続けていた。「地震をおこす「何か」がだんだんと近づきつつある」、地震計から読み取れることはまさにそのことを意味していた。観測された地震で最大のものはマグニチュード2.7を記録した。
（小さな地震はプレート境界ではごく普通にみられることであるが、それが後に起こる大噴火の前兆現象を示しているということでは全くない。それゆえ、噴火の兆候をつかむことは、完璧に予想することができないものなのである。）
1月23日の午前1時55分頃、割れ目火口が島の東岸に開いた。ヘイマエイ島の中心市街地から僅かに1キロメートルもないキルキュバイヤル：Kirkjubær（「教会の農場」の意）でのことだった。以前、島内には教会が建っており、生じた割れ目火口からは、およそ200メートル (650 ft) 離れていた。
割れ目はすぐに伸長し、最初300メートルだったものが2キロメートル (1.2 mi)、島の一方の海岸からもう片方の海岸までを横断するようになった。海底噴火も裂け目の北端と南端のちょうど沖合で発生した。壮観な溶岩噴泉が全割れ目に沿って50から150メートルの高さに噴きあがった。噴火が始まってから、わずか一時間弱のうちに、ハワイ式噴火で言うところの「火のカーテン」が、長さ最大100キロメートル (1.9 mi) にわたって広がった。短時間で、噴火は一つ開いた中心火口から集中して起こるようになった。 その場所は、古いスコリア丘であるヘルガフェットルの0.8キロメートル北で、町の東縁のちょうど外側であった。
噴火が開始して間もないころは、溶岩とテフラが割れ目火口から放出される量は、一秒当たり100立方メートル（3,500立方フィート毎秒）と推定された。また、溶岩噴泉は2日かかって高さ100メートル（330 ft）以上の噴石丘（スコリア丘）を形成した。この新しい火山に最初に付けられた名前は"Kirkjufell"「キルキュフェットル」（「教会の山」の意）であった。火口が"Kirkjubær"「キルキュバイヤール」に近接していたためである。ところが、この名前はアイスランド共和国の公式な地名-命名委員会によって採択されなかった。委員会は、地元の反対を無視して、その代わりに"Eldfell"「エルトフェットル」（「火の山」の意）を名前に選んだ。溶岩噴泉のストロンボリ式噴火は1月19日まで続き、スコリア丘の高さが200メートルを超えるまでに大きく成長させ、また分厚いテフラを島の北半分に残した。テフラを降らすもとになった噴煙柱は”一時的に9,000メートル(30,000 ft)まで立ち昇り、ことによると対流圏界面近くにまで達したかもしれない”。火口から流れ出た溶岩流は北および東方面に流れ去り、「広がり続ける溶岩デルタ」を島の東海岸と北にある港に作りだした。溶岩流が水につかって爆発が起こり、小さな島を作りだしたが、後から後から流れ込んでくる溶岩で、上からすぐに埋められてしまった。
”爆発で放出された溶岩のかけらの粘度は、玄武岩にしては、比較的粘り強いものだった。とても小さな火山礫やスパター（半溶融状態の溶岩のしぶき）が出てきて、放出されたスコリア性火山弾は時として弾道飛行中において爆発的にブレークアップした（おそらく、急激な発泡と着地の衝撃が大きかったためだと思われる）”。粘度がやや高めの溶岩だったため、”どっしりとした、ブロック状のアア溶岩がゆっくりとだが、容赦することなく北、北西、東の3方向に流れだした。”

## 全島避難
噴火が始まって間もないころ、アイスランド国立市民防衛機構（Icelandic State Civil Defence Organisation）はヘイマエイ島の全島民を避難させた。このような緊急事態に備えて前もって作成されていた避難計画に基づいたものだった。既に溶岩流が市街地の東端にゆっくりと流れ込んできており、また、ひどく降り積もる火山灰がこの小さな島全体にわたって覆ってしまうかもしれないという危険性に脅かされていたため、全島避難は必要不可欠なものだった。
噴火する数日前に大あらしが吹き荒れていたため、漁船団のほとんど全隻の船が港で足止めを食らっていた。それゆえ、国による迅速な避難にとって大助かりとなるという思いがけない幸運があった。島民は、火災のときに消防車から鳴らされるサイレンによって注意を促され、着の身着のまま、持ちはこべるだけの僅かな貴重品を持ち出せただけで港に集められた。避難する最初の舟はソルラゥクスヘプン(Þorlákshöfn)目指して午前2時30分に出航した。ちょうど噴火が開始してから1時間半後のことであった。
ほとんどの島民は漁船で島を離れた。幸いにも、溶岩流と降下火山灰が空港の滑走路を最初に破壊しなかったおかげで、主に老人や患者などの、ボートで移動できないごく少数の島民が病院から飛行機で避難をできるようになった。飛行機はレイキャビクとケプラヴィークから避難プロセスを早めるために派遣されてきた。噴火が始まってから6時間のうちに、ほぼ5,300名の島民が安全にアイスランド本土に避難できた。ごく少数の人間が街の必須機能を実行するため、または危機に瀕した家々にある財産を救い出すために残った。牛、馬、羊などの家畜は殺処分された。

## 家屋の倒壊と陸地の創出

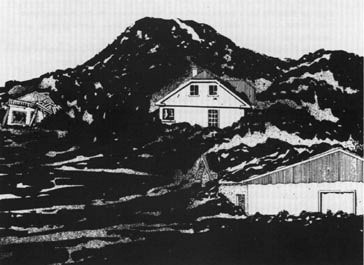
島民の家々。降下火山灰に埋もれている。

割れ目火口に近かった家屋は噴火が始まってすぐに溶岩流に飲み込まれ、降下火山灰に押しつぶされ、破壊されてしまった。噴火開始後数日経ってから、卓越風の方向が西に移動し、その結果、膨大なテフラが島の残った部分に降り積もり、広範囲な地所に損害を引き起こした。非常に多数の家屋が火山灰の重みに耐えかねて押し潰されてしまった。しかし、屋根から火山灰を除かし窓に板を打ち付けるためにボランティアとして集まってくれた人々が、まだのこった家々を壊れないようにし守ってくれた。1月の終わりには、テフラが島の大半を覆ってしまっていた。降り積もった高さは、所によって5 メートル (16 ft)にもなった。降下火山灰以外にも、あるいくつかの家屋は火口から放たれた火山弾の落下を受けるか、前進する溶岩の下敷きになるかして焼け落ち、破壊されてしまった。
2月初頭までには、ひどい火山灰の降下は止んだものの、かわりに溶岩流が重大な損害を及ぼしはじめた。割れ目火口の北方延長上での海底噴火が、アイスランド本土から引いてきている電力ケーブルと水道管本管を切断してしまった。さらに、溶岩流がヘイマエイ島の唯一ある港に流れ込んできていた。この状況は島民にとって非常に重大な心配を引き起こすもととなった - もし、港が溶岩で埋まり使いものにならなくなってしまったら、この島の漁業は立ち行かなくなってしまう。ヘイマエイはアイスランドにおける年間総漁獲量の約4分の1をになっていたので、国全体の経済に与える影響は無視できないほどに大きくなるだろうと考えられた。漁港としての機能を喪失することを防ぐための努力は以下で更に説明する。

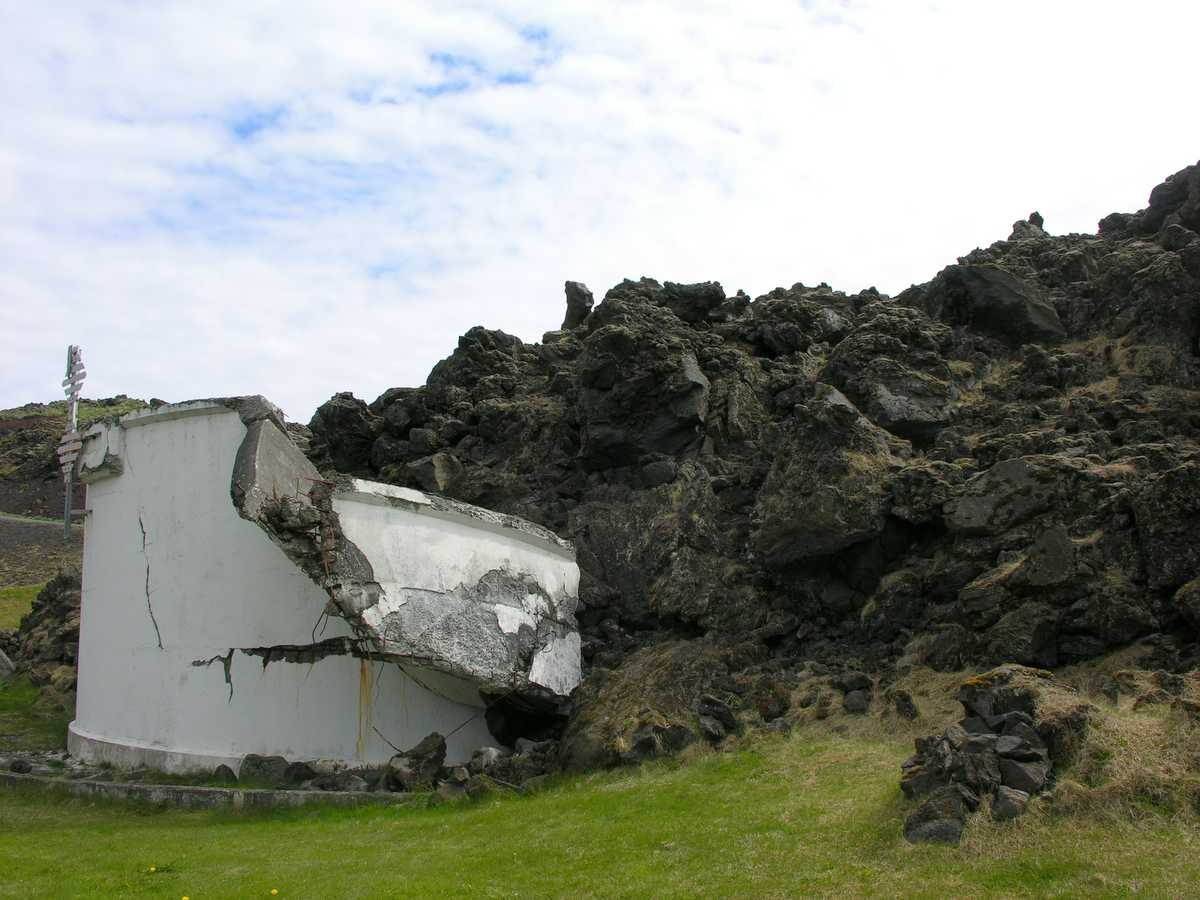
コンクリート製貯水槽。溶岩で半壊してしまった。

溶岩流は島の東岸にも流れて行き、数百軒の家屋を破壊した。結果として面積2平方キロメートル (0.77 sq mi)以上の新しく造られた陸地を島に付けたし、これは後に街の東の一角として利用された。溶岩流は分厚いブロック状のアア溶岩（氷島語：apalhraun）だった。溶岩は平均して高さが40 メートル (130 フィート)で、場所によっては厚さ100 metre (330 ft)に至るまで地面を覆ってしまった。噴火の後しばらくして、殺到した溶岩が水産加工工場1か所を全壊させ、他2か所に損傷を与え、街の発電所を壊滅させた。
街の直ぐ近くで噴火し、また、財産へ広範囲にわたるダメージが発生していたのにもかかわらず、噴火の犠牲者は、薬を盗もうとしてドラッグ・ストアに侵入した1人の男のみである。死因は、有毒な煙を吸い込んだことによる窒息死。ごく少量の有毒ガスを含んだCO2が部分的にテフラで埋もれた建物の中に濃集し、幾人かの他の人々がこれらの建物に入るときに影響を受けた。
ガスが街中に滞留することによって引き起こされる危険を和らげるために、各種いろいろな努力がなされた。その中には、山から来る有毒ガスを含んだ気流をそらせて街から遠くに除かせるための巨大なテフラ製の壁を建築することも含まれていた。また、空気よりも重い二酸化炭素ガスを流し込ませて排気できるようにトレンチを掘ることもなされた。しかし、これらの身を守るやり方は、限定的な効果しか持たなかった。なぜなら、彼らは、「ガスは火道で生成されるのだ。そこから街に流れ下る。間違いない！」という思い込みを頭から信じ込んでいたからである。これらはすくなくとも、街にたまったCO2のうちいくらかは、火山のマグマを地上に導く管路の内奥部、深いところに源を発し、古い火山岩にあいている隙間を通って滲みだし、直接に地上に湧き出すのだと思われていた。

## 溶岩凝固作戦

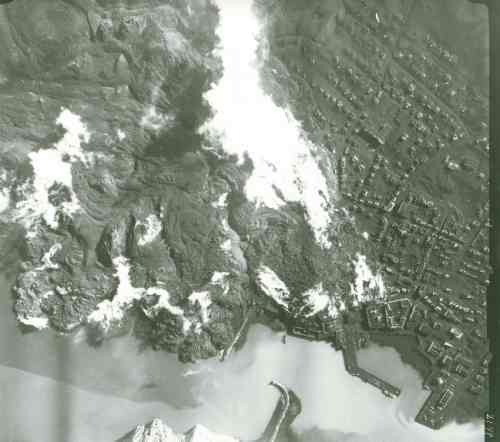
溶岩流を冷やすために海水がまかれた場所から、湯気がもうもうと沸き上がっている

溶岩流が港の入り口を閉め切る可能性は、ヘイマエイの住人にとって、その当時、街が直面していた最大にして重要な脅威であった。それに備えての対策案が一つ考え出された。どのような案かというと、溶岩が今ある港の出入り口を閉鎖するにまかせ、島の北岸にある低い砂嘴を切り通して新水路を開削し、そこを港への入り口にしようというものだった。しかしながら、それは、もし溶岩流の速度が落ちれば、そのような手間暇をかける必要がなくなるかもしれなかった。過去に2回、ハワイとエトナで試しに溶岩流に散水されたことがあった。それらは幾分小さな規模でのことであり、結果も限定的な成功にとどまったものであった。しかしながら、ソービョルン・シーグルゲイルズソン（Thorbjörn Sigurgeirsson）は、前進する溶岩流フロントができ次第すぐに凝固させることで、溶岩のさらなる前進を邪魔することができるということを証明する実験を成功させたのだった。
冬の冷たい海水をポンプでくみ上げ、溶岩流の最前線に散水することで溶岩の進みを遅らせようという最初の試みは2月6日に始まった。また、撒く水の量も毎秒100リットル（26 US液量ガロン毎秒）と、かなり少ないものだったが、流れこむ速度は目に見えて減った。溶岩の水冷は遅かったが、冷却作業に使ったほぼ全量の水をスチーム(en)に変換しつつ、最大の能率を実現した。一度でも溶岩冷却作戦が成功するかもしれないということが実証されると、溶岩流を停めようという努力は増進された。
3月初めごろ、ポンプの揚水容量は増やされた。その時、火口壁を構成していた巨大なひとかたまりの岩塊が、エルトフェットルの山頂から崩れおち、溶岩流の頂部にのせて運ばれ始めた。「フラッカリン」（"Flakkarinn" The Wanderer―「風来坊」の意）と名づけられた、その流された岩塊は、もし、港まで運ばれてしまったら、港が生きるか死ぬかを左右する深刻な脅威となったことだろう。そこで、3月1日に浚渫船「サンデイ号」（Sandey）が徴用された。溶岩がこれ以上前進するのを食い止めるためである。Þorbjörn Sigurgeirssonは、ポンプ船のクルーに、一番効率よく溶岩流の流速を遅くするために、彼らの努力をどこに向けたらいいかという助言を提供した。結局のところ、フラッカリン丘は2つに分裂し、港口から100メートル(330 ft)手前の地点で両方とも停止した。
後続する溶岩冷却作戦は、今までに試みられていないことを盛り込んでおり、前例がなく一番野心的だった。サンデイ号は400リットル毎秒（105 USガロン毎秒）もの水を汲み上げ、前進してくる溶岩流に散水することが可能であった。今回はそれに負うことが大きかった。そして、パイプのネットワークが先に冷え固まった溶岩の上に敷設された。海水を域内にできる限り広範囲に分配するためである。最初に木製のパイプ支持具が使われたが、これは溶岩がまだ赤熱するほどのところでは溶岩の輻射熱を受けて燃え上がってしまった。アルミ製の支持具さえも熱で溶けてしまった。しかし、パイプ自身は、その中を冷たい海水が通ることで溶岩の上であっても融けだすようなことはなかった。12000平方メートル（3エーカー）以下の溶岩流がこの一回で凝固された。溶岩流の中に、ひとりでに厚みを増し、自己増殖的に堆積する障害物が出来上がったのである。

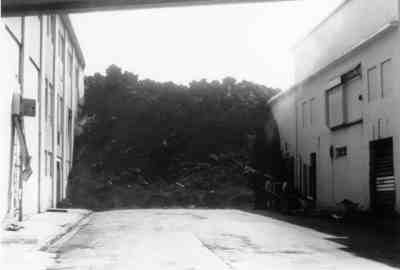
前進してくる溶岩流がこの通りを覆い尽くすのを食い止めるため、海水が汲み上げられ散布された。

活発な溶岩流の上でパイプを設置する作業は非常に危険だった。スチームの放出が激しいため、その湯気で視界が非常に悪かったせいでもある。溶岩流の頂上に、テフラをブルドーザーで一掃してできた簡便な通路が造られた。しかし、これらの通り道はすぐにとてもでこぼこになり、1日に軽く数メートルは移動していることがよくあるという代物だった。パイプ設置作業員は、もうもうと上がる湯気で見通しが悪い中、溶岩流の上で更なるパイプを通すために、トランシーバーを通話と誘導に使用し、ブルドーザーを整地に利用した。作業に当たった者たちは、自らを「決死隊」'The Suicide Squad'と呼び、パイプを130 metres (430 ft)も引いて溶岩流が広がろうとする最前線で、溶岩トンネルの天井にあいた穴を覗くと流れるのが見えるその上に、何とかして直にパイプを設置しようと四苦八苦した。数人が軽い火傷を負ったが、重傷を負った者は一人もいなかった。
3月の終わりまでに、街の5分の1が溶岩流に覆われ、更なるポンプの容量が必要となっていた。アメリカ合衆国から、各1,000リットル毎秒（265 USガロン毎秒）の吐出容量がある32台のポンプを購入した。街に迫る溶岩流を、これらのポンプが冷やし始めると、その流れは劇的に遅くなり、間をおかずに動きを停めた。稼働開始して数週間もたたないうちに、ポンプ・シャフトの故障が問題化した。おそらく、これらのポンプは水よりも石油を汲み上げるために設計されていたためと思われる。新しく、改善されたシャフトをレイキャビクで生産・調達しなければならなかった。
溶岩冷却作戦における特記すべき事象が一つあった。それは、海水を溶岩の上に散布したところに、大量の海塩がこびりついたことだった。溶岩流の上を広い範囲にわたって、莫大な量の白い沈殿物が覆った。全体で220,000トン（240,000 ショートトン）もの塩を析出させたと推定されている。
シーグルゲイルズソン氏はこれらの対抗措置をこのように評価した。「疑う余地のないほどに、間違いなく、今までに発生した火山噴火で、一番広範囲に溶岩の水冷が使われている。」また、このようにも言っている。「もし、冷やされなかったら、（港に進出した）溶岩流の舌は、…実際に掛かっていたよりも一か月長い期間を費やして…その動くほうへと更に延びていただろう…。結局、溶岩流は港への入り口をブロックするために100メートル延びただけで失敗に終わったのさ。」
この時、作戦に掛かった諸費用は、アメリカドルにして総計1,447,742米ドルであった。
噴火が始まった時、噴火の一報は世界中に知れ渡った。そして、間断なく、アイスランドのマスメディアから、噴火開始から終息までの一部始終を報道された。ヨーロッパにおいては、噴火が継続している間は、噴火の報せが重大な報道記事のひとつであり続けた。新聞紙の第一面の紙面を、パリで開かれた和平交渉において当時泥沼化していたベトナム戦争の突破口ができたという重大ニュース記事と取り合うほどの重要度を持っていた。2010年代の現在において、我々がエイヤフィヤトラヨークトルにおける2010年噴火を非常な注意をもって見ていたのと同様である。島民による溶岩流による港湾閉鎖を食い止めようという努力は、ナショナル・ジオグラフィックのような雑誌の取材を受けるなどの特別な注意を受けた。
噴火の結果、世界中の人々がヘイマエイに向けた関心は、噴火が終わって暫くしてから観光客が急増するという事態を招いた。

## 噴火の沈静化、そして終息へ

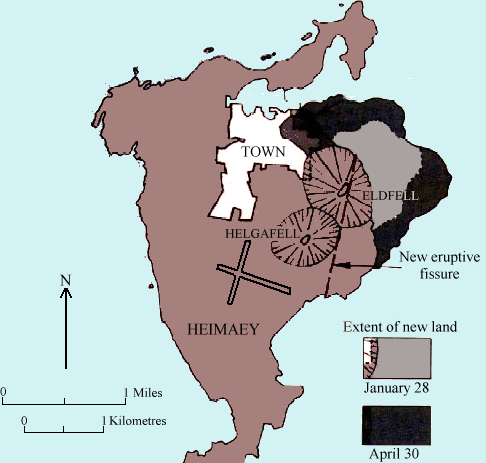
エルトフェットルの噴火により変化したヘイマエイ島の輪郭を示した図

噴火の期間内に放出された溶岩の容積は最初の数日間で一貫して減少した。最初のうちは毎秒100立方メートル（毎秒3500立方フィート）という割合で噴出していたが、2月8日までに、噴出率は凡そ毎秒60立方メートル（毎秒2100立方フィート）まで落ち込んだ。噴火の減衰は噴出率の減少よりも遅れてきたが、4月半ばまでには、流出率は毎秒5立方メートル（毎秒180立方フィート）までに減少した。
5月26日、ヘイマエイの4キロメートル (2.5 mi)北西、アイスランド本土から1-キロメートル (0.62 mi)沖の海上で、漁船によって短期間に終わった海底噴火が見つけられた。7月初めごろまでに、噴火は最終的に終了したとみなされた。このときは、流れ下る溶岩流はもはや見えなくなったけれども、海底での溶岩噴出は数日間続いていたかもしれない。噴火が終了するちょっと前、1150 メートル (3750 ft)火口から離れて設置された傾斜計が、噴火の終始にわたって地殻変動を計測していた。傾斜計は火口の方向の陥没を感知した。このデータは、噴出する溶岩の給源であった浅いマグマ溜りが空っぽになったことを示唆していた。
総計して、噴火が続いた5か月間の間に放出された火山噴出物（溶岩とテフラ）の量は、0.25立方キロメートル（0.06立方マイル）と推測されている。約2.5平方キロメートル (0.97 sq mi)の新たな陸地が島につけ加えられた。噴火前にあった土地の2割ほどに相当する面積が増えたことになる。沈静化した時、港の入口はかなり狭められたが、しかし閉鎖はされず、溶岩流は波除けとして振る舞うようになり、港が提供する避難港としての機能が向上することになった。フラッカリン丘は溶岩流の頂上に載せられて、港に向けて数百メートルを筏のように流された。しかし、水打ち際から充分な距離を置いて、そこに留まった。

## その後のヘイマエイ

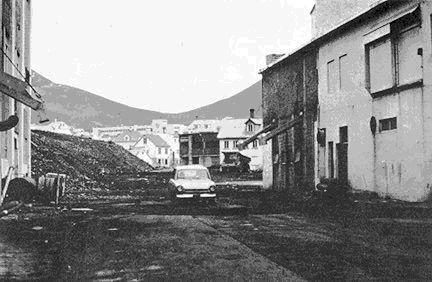
街の通りを北方向に撮影する。噴火の終息後に溶岩が撤去された。

溶岩流は固化したとは言っても、溶岩自体のとても低い熱伝導率のため、その内部は年単位での長期間にわたって数百度を保ち続けることができる。噴火終了に続いて、科学者は、だんだん冷めていく溶岩流から地熱を抽出して地熱暖房を賄うことが可能かどうかを調査し始めた。すぐに、実験的な地熱暖房システムが製作され、1974年までにの最初の住宅と接続された。地熱暖房開発計画はさらに数軒の家屋と病院にまで対象を拡大し、1979年には、溶岩流から熱を取り出すための4基の大型プラントを建設するまでになった。それぞれの地熱暖房プラントは、溶岩流の上に一辺がそれぞれ100メートル（330フィート）ある正方形に区切った区画から熱エネルギーを取り出した。水を溶岩流のまだ熱い部分にかけ流し、結果上がってきたスチームのかたちで熱を集めた。このプラントで40メガワットまで地熱発電により電力を取り出すことも可能だった。発電所近くにある島内全ての民家に熱水と共に熱電併給を開始された。

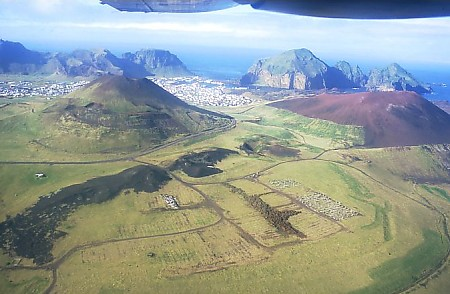
現代におけるヘルガフェットル（左）と、エルトフェットル（右）。1973年噴火でできたエルトフェットルの南にある割れ目火口が明瞭に判る。

噴火により降り積もった、掃いて捨てる場所に困るほど余りあるテフラは、島内にある小さな空港の滑走路を拡張するのに利用され、また200あまりの住宅を新築するのに埋め立てをするためにも利用された。1974年半ばまでに、噴火前に住んでいた島民の約半数が戻ってきていた。1975年3月までには80パーセントが帰島していた。新たな溶岩の防波堤で守られた港により、漁業・水産加工業は以前の活況を取り戻し、今日でのヘイマエイは同国内での最重要拠点漁港として生き残っており、同国の三分の一以上の水揚げはこの港からのものである。
噴火の終わりには、エルトフェットルは220メートル (720 ft) の標高があった。その後、風による侵食はもとより、降り積もったままの隙間が多い砂利山のようなテフラが崩落し、また自然に締め固めされることにより、この山の高さは18から20メートル (60 から 65 feet)低くなっている。島民は山の中腹以上の急傾斜なところを禿山として残している以外は、山裾で傾斜が緩い斜面になっているところに草を植えた。これは、更なる侵食に対して山を安定させるためである。草を植えたところを上へ上へと広げていき、最終的には隣にそびえるヘルガフェットル山と同様に、この山を大抵の火山がそうされているように芝生で全山を覆うことを計画している。